# Roháčská plesa

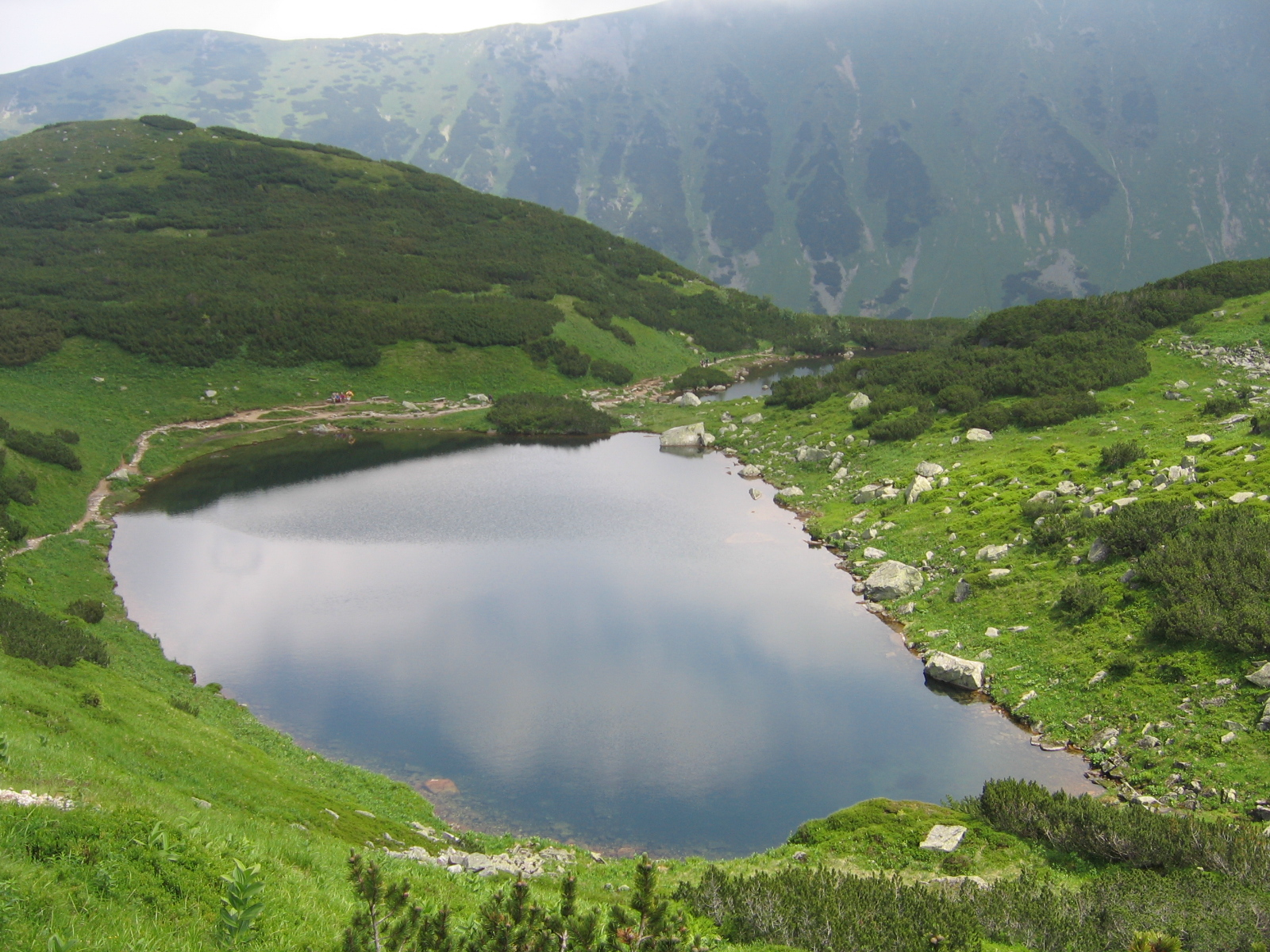
Druhé a Třetí Roháčské pleso

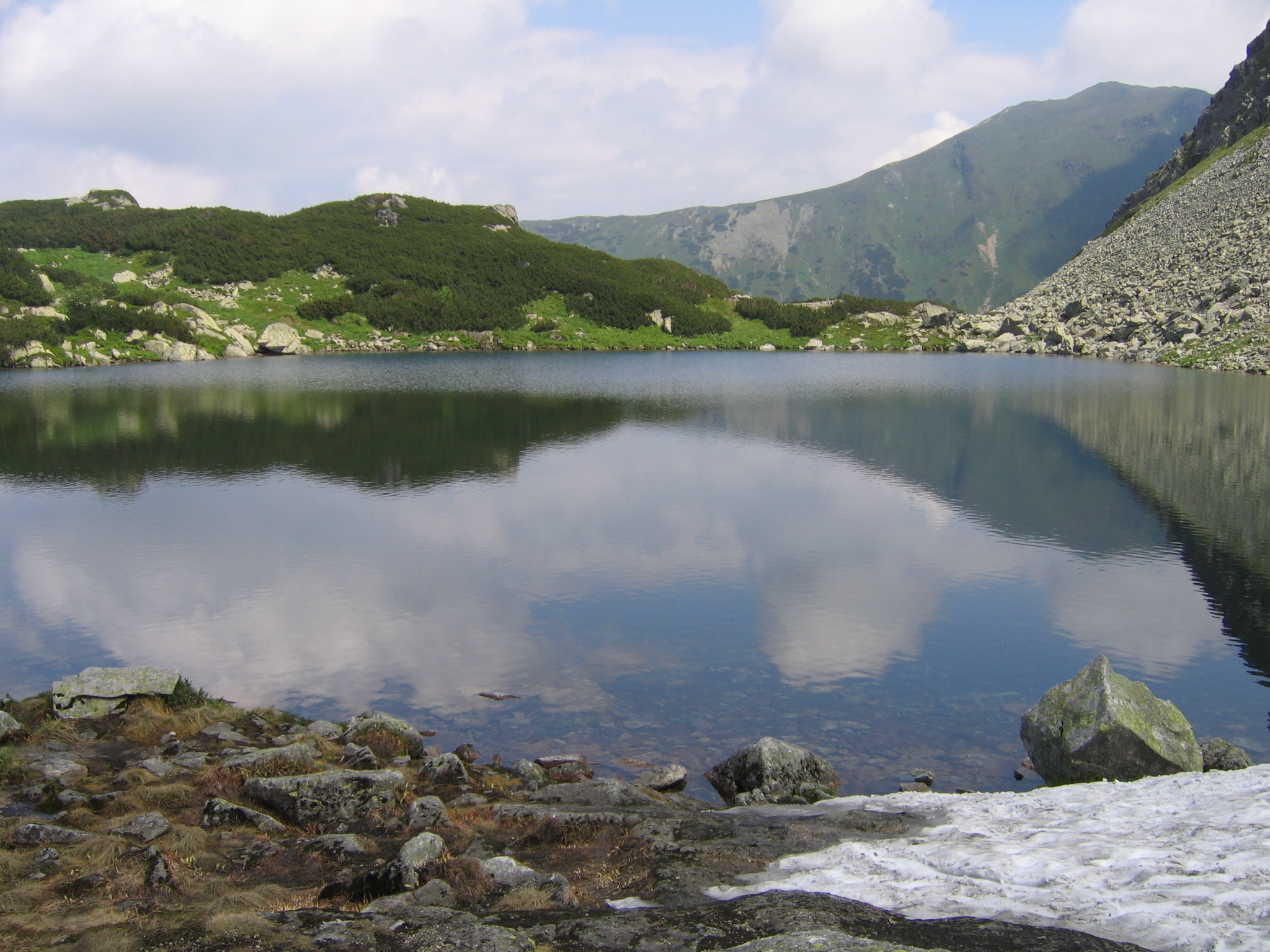
Horní Roháčské pleso, v pozadí Volovec

Roháčská plesa (slovensky Roháčske plesá) jsou skupina horských ledovcových jezer na Slovensku. Nacházejí se v Roháčské dolině v Západních Tatrách.

## Plesa
| č.  | jezero                                | slovensky             | rozloha (ha) | délka (m) | šířka (m) | m.hl. (m) | objem (m³) | n.v. (m) | Souřadnice                       |
| --- | ------------------------------------- | --------------------- | ------------ | --------- | --------- | --------- | ---------- | -------- | -------------------------------- |
| I   | První Roháčské pleso                  | Prvé Roháčske pleso   | 2,2250       | 198       | 140       | 7,7       | 77 063     | 1 562,2  | 49°12′23″ s. š., 19°44′38″ v. d. |
| II  | Druhé Roháčské pleso                  | Druhé Roháčske pleso  | 0,2140       | 80        | 34        | 1,3       | 1 092      | 1 648,0  | 49°12′31″ s. š., 19°44′19″ v. d. |
| III | Třetí Roháčské pleso                  | Tretie Roháčske pleso | 0,5800       | 123       | 64        | 3,1       | 8 169      | 1 652,0  | 49°12′32″ s. š., 19°44′14″ v. d. |
| IV  | Čtvrté Roháčské pleso                 | Štvrté Roháčske pleso | 1,4400       | 214       | 104       | 8,2       | 46 067     | 1 719,2  | 49°12′22″ s. š., 19°44′09″ v. d. |
| –   | malé pleso u Prvního Roháčského plesa | [ 7 ]                 | 0,0330       | 28        | 10        | —         | —          | 1 563,0  | 49°12′21″ s. š., 19°44′42″ v. d. |

## Okolí
Plesa leží ve stupňovitém ledovcovém amfiteátru, který klesá na východ do Smutné doliny. Na jihu se zvedá rameno klesající od Troch Kop v hlavním Roháčském hřebeni. Na západě je amfiteátr zakončen mírným hřebenem, za kterým se nachází Spálená dolina a na severu jsou nízké skály, za kterými klesá prudký svah, který klesá do Roháčské doliny. Okolí ples je porostlé kosodřevinou, pouze na jižní straně Prvního a Čtvrtého je povrch kamenitý.

## Vodní režim
Čtvrté pleso nemá žádný viditelný přítok ani odtok. Roháčský potok odtéká až z Třetího plesa a přes Druhé a První teče na východ do Smutné doliny. Pod nejnižším plesem do něj zprava ústí krátký potok z malého nepojmenovaného plesa.

## Přístup
Okolím všech čtyř Roháčských ples vede  naučná stezka, která je přístupná pěšky v období od 16. června do 31. října. Výstup od Adamcuľy nad chatou Zverovka je možný oběma směry. Parkoviště jsou u chaty Zverovka a ve Spálenej doline pod lyžařskými vleky.

## Chráněné území
Roháčske plesá jsou součástí stejnojmenné národní přírodní rezervace v oblasti TANAP. Nachází se v katastrálním území obce Zuberec v okrese Tvrdošín v Žilinském kraji. Území bylo vyhlášeno či novelizováno v roce 1974 na rozloze 451,6600 ha. Ochranné pásmo nebylo stanoveno.